# メキシコシティ・メトロポリタン大聖堂

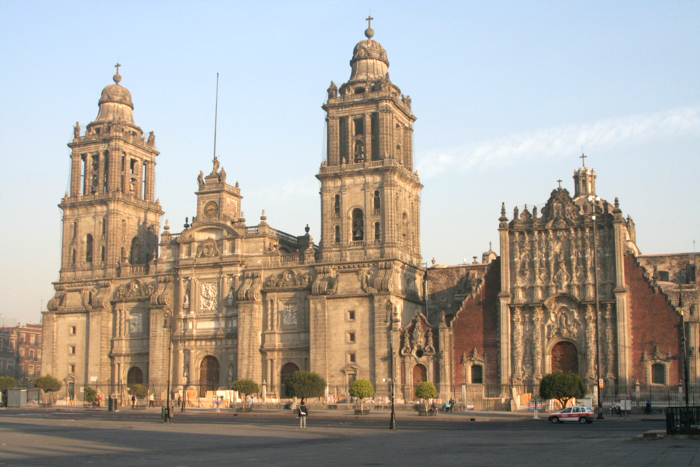
メキシコシティ・メトロポリタン大聖堂

メキシコシティ・メトロポリタン大聖堂(メキシコシティ・メトロポリタンだいせいどう、スペイン語: Catedral Metropolitana de la Ciudad de México)は、メキシコの首都メキシコシティにあるカトリック教会の大聖堂である。Catedral Metropolitana de la Asunción de María（聖母の被昇天メトロポリタン大聖堂）とも呼ばれる。

## 歴史
スペインの建築家en:Claudio de Arciniegaとen:Juan Miguel de Agüeroがデザインした。ルネサンス、バロック、新古典主義様式が採用されている。1573年に建設が始められた。1614年に支倉使節団が訪問している。建設開始から300年を経て、1818年に完成した。ハプスブルク家出身の皇帝マクシミリアン1世が1864年にここで戴冠式を行っている。プルタルコ・エリアス・カリェス大統領がカトリック教会を迫害し始めたとき、教皇ピウス11世はメトロポリタン大聖堂を閉鎖する事を決め、再開されたのは1930年だった。1962年には火災にも見舞われた。2007年にも民主革命党の支持者によって襲撃される事件が発生した。2008年、建設当初に隠されていたタイム・カプセルが発見され話題となった。
座標: 北緯19度26分4秒 西経99度7分59秒 / 北緯19.43444度 西経99.13306度